# کامنار (استان بورگاس)
کامنار (به بلغاری: Kamenar) یک منطقهٔ مسکونی در بلغارستان است که در پوموریه واقع شده‌است.